# Шоу Еда Саллівана
«Шоу Еда Саллівана» (The Ed Sullivan Show) — американське щотижневе телешоу в жанрі вар'єте, яке протягом понад двох десятиліть (1948—1971) транслювалося на телеканалі Сі-бі-ес (CBS) кожної неділі.
Ведучий шоу — Едвард Вінсент «Ед» Салліван (1901—1974) почав кар'єру на ТБ у телепрограмі-вар'єте «Улюбленець публіки» («Toast of the Town», 1948), яка в 1955 була перейменована на «Шоу Еда Саллівана». Салліван чудово відчував смаки й потреби аудиторії. У своїй програмі він уперше представив американській публіці багатьох виконавців, які пізніше стали знаменитими. Для багатьох естрадних музикантів і акторів це шоу стало дебютом на телебаченні (зокрема, для Боба Гоупа і квартета The Beatles). У шоу взяли участь артисти майже усіх існуючих напрямків: оперні співаки, рок-зірки (включно зі Елвісом Преслі, Бо Діддлі, The Doors, The Rolling Stones), піснярі, коміки, танцюристи, балерини, циркові артисти тощо. Формат програми зазвичай був подібний до водевілю, і хоча водевіль вже давно втратив популярність, Салліван представив на шоу багатьох артистів цього жанру.
Шоу транслювалося прямо зі студії 50 каналу CBS-TV у Нью-Йорку. Тепер ця студія називається «Театр Еда Саллівана» і є основним павільйоном для зйомок телепередачі «Вечірнє шоу Девіда Леттермана». Останній, 1071-й випуск «Шоу Еда Саллівана» транслювався 28 березня 1971.
Шоу відзначене телевізійною премією «Еммі».